# Vilobia
Vilobia é um género botânico pertencente à família Asteraceae.